# Johan Lundgren (Manager)
Johan Peter Lundgren (* 4. Oktober 1966 in Härnösand) ist ein schwedischer  Geschäftsmann, der seit Dezember 2017 Vorstandsvorsitzender der britischen Fluggesellschaft easyJet ist.

## Ausbildung
Von 1982 bis 1985 studierte Lundgren klassische Posaune in Schweden, Großbritannien und den USA. Nachdem er Christian Lindberg gehört hatte, strebte er danach, Posaunist zu werden. Er wohnte in Bondsjöhöjden und ging in Härnösand an der Ostküste Mittelschwedens in Ångermanland zur Schule. Später besuchte er 1993 Kurse an der Stockholm School of Economics und schloss 1996 das Programm für Führungskräfteentwicklung am International Institute for Management Development (IMD) in der Schweiz ab.

## Karriere

### TUI Group
Lundgren hatte ursprünglich geplant, Posaune zu spielen. 1986 wechselte er zu Fritidsresor, einem schwedischen Reiseveranstalter, der 2001 vom TUI-Konzern (TUI Sverige) aufgekauft wurde. Später arbeitete er für die Fritidsresegruppen i Norden und Svenska Fritidsresor. Seit Oktober 2010 war er Geschäftsführer von TUI Travel UK & Ireland (Tourism Union International).
Er wurde am 21. Dezember 2007  Vorstandsmitglied und war seit dem 20. Oktober 2011 stellvertretender Vorstandsvorsitzender des TUI-Konzerns.

### easyJet
Lundgren wurde am 1. Dezember 2017 zum Chief Executive Officer von easyJet ernannt und ersetzte Carolyn McCall. Eine seiner ersten Aufgaben war einen Chief Data Officer einzustellen, um die anfallenden Daten besser zu nutzen und dadurch die Kosten zu senken und die Effizienz zu steigern, die Einnahmen zu erhöhen und auf andere Weise mit den Kunden in Kontakt zu treten. Außerdem stellte er einen ehemaligen Kollegen von TUI ein, um ein Hotel- und Treueprogramm zur Steigerung der Hotelbuchungen über die Online-Websites von easyJet zu entwickeln. Einer seiner ersten Schritte war die Übernahme von Teilen von Air Berlin, durch die ein regelrechter Boom ausgelöst wurde. Lundgren erhielt ein Jahresgehalt von 740.000 Pfund Sterling und die Möglichkeit, einen Jahresbonus von maximal 200 % seines Gehalts zu erhalten. Hinsichtlich seines Gehalts bat er den Vorstand, es auf 706.000 Pfund, das letzte Gehalt seiner Vorgängerin, zu senken. Im September 2018 kündigte er an, mehr weibliche Piloten beschäftigen zu wollen, damit der Gender-Pay-Gap verkleinert werden kann, der laut firmeninternen Daten fast 52 Prozent beträgt. Dies liegt laut easyJet vor allem daran, dass etwa 70 % der 2900 Flugbegleiter aber nur etwa 5 % der 1493 deutlich besser bezahlten Piloten weiblich sind. easyJet hat deshalb das Programm „Amy Johnson Initiative“ ins Leben gerufen. Im Geschäftsjahr 2018 betrug der Anteil neu eingestellter Pilotinnen 15 % und sollte bis zum Jahre 2020 auf 20 % gesteigert werden.
Im Juni 2018 kündigte er an, dass easyJet innerhalb von 10 Jahren elektrische Flugzeuge einsetzen werde. Hierfür besteht eine Zusammenarbeit mit dem amerikanischen Start-Up Wright Electric und Airbus Industrie. Im April 2019 weihte er die neue Basis von easyJet in Nantes ein.
Am 31. Oktober 2020 nahm er am Eröffnungsflug und an der kleinen Eröffnungszeremonie für den BER teil, der mit der Landung zweier A320-200neo von Easyjet (Flug 3110 aus Tegel) und Lufthansa (Flug 2020 aus München) die Passagierabfertigung aufnahm. Die erste Landung unternahm easyJet-Pilot Thomas Wilpert, der um 14.01 Uhr auf der Nordbahn aufsetzte.
Im April 2020 forderte easyJet-Gründer Haji-Ioannou öffentlich die Entlassung von Johan Lundgren und John Barton, Chairman von easyJet PLC, wegen eines, wie er sich ausdrückte, „vorsätzlichen Fehlers“, den Auftrag von 4,5 Milliarden Pfund für 107 Flugzeuge bei Airbus nicht zu stornieren, obwohl er davor gewarnt hatte, dass  sich die Nachfrage nach Flügen auf Grund der Corona-Pandemie in den nächsten 18 Monaten nicht erholen werde.

## Privatleben
Lundgren ist mit Maria verheiratet und hat einen Jungen und ein Mädchen als Zwillinge. Er hat ein Haus in London und ein weiteres auf den Balearen. Im Jahr 2009 hat er seinem Bruder Per Lundgren, einem Musiker, durch Nierentransplantation eine Niere gespendet.